# Bellmunt d’Urgell
Bellmunt d’Urgell – gmina w Hiszpanii, w prowincji Lleida, w Katalonii, o powierzchni 4,98 km². W 2011 roku gmina liczyła 196 mieszkańców.